# Harttia
Harttia – rodzaj słodkowodnych ryb sumokształtnych z rodziny zbrojnikowatych (Loricariidae). Spotykane w hodowlach akwariowych.

## Zasięg występowania
Północna część Ameryki Południowej: Brazylia, Surinam, Gujana Francuska, Wenezuela.

## Klasyfikacja
Gatunki zaliczane do tego rodzaju:
| - Harttia absaberi - Harttia carvalhoi - Harttia depressa - Harttia dissidens - Harttia duriventris - Harttia fluminensis - Harttia fowleri - Harttia garavelloi - Harttia gracilis - Harttia guianensis - Harttia kronei - Harttia leiopleura - Harttia longipinna | - Harttia loricariformis - Harttia merevari - Harttia novalimensis - Harttia panara - Harttia punctata - Harttia rhombocephala - Harttia rondoni - Harttia surinamensis - Harttia torrenticola - Harttia trombetensis - Harttia tuna - Harttia uatumensis - Harttia villasboas |

Gatunkiem typowym jest Harttia loricariformis.